# Cor Aafjes
Cornelia (Cor) van de Ven-Aafjes (Westknollendam, 6 november 1923 - Wormerveer, 22 oktober 2016) was een Nederlandse atlete, die zich had toegelegd op het discuswerpen. In de periode van 1947 tot en met 1955 eindigde zij op de Nederlandse kampioenschappen, op 1954 na, bij het discuswerpen steevast op het ereplatform, maar slechts eenmaal stond zij bij die gelegenheden op de hoogste plek.

## Biografie

### Begonnen in de oorlog
In april 1942 meldde Aafjes zich op achttienjarige leeftijd aan bij atletiekvereniging AV Lycurgus in Krommenie. Dat was niet zozeer een weloverwogen keuze, als wel een die werd ingegeven door de oorlogssituatie. Aafjes: "Er was eigenlijk niets anders. Sport was het enige vermaak." De sport zorgde in elk geval voor enige afleiding van de dagelijkse, soms regelrecht confronterende oorlogsomstandigheden. "Als ik terugkijk op dat gesport tijdens de oorlog, dan komt dat nu wel een beetje bizar over, maar je moet je bedenken dat het front niet in Nederland lag."
Ondanks de steeds drukkender wordende last van de oorlog trainde men bij Lycurgus zo goed en zo kwaad als dat ging gewoon door. Er werd ook deelgenomen aan wedstrijden, waar op de fiets of per trein naartoe werd gereisd. Cor Aafjes voelde zich prima thuis binnen het verenigingsleven van Lycurgus en bleek op atletiekgebied al vrij gauw goed uit de voeten te kunnen met de discus en de kogel.

### Hongerwinter
Alle moedige pogingen om te blijven sporten ten spijt kwam het er in de laatste winter van van 1944/'45, de Hongerwinter, niet meer van. Er was nauwelijks nog iets te eten. Net als zoveel anderen moest ook Cor Aafjes eropuit om eten te versieren. Vaak fietste zij dan naar de Wieringermeer, waar zij bij boeren eten probeerde te ruilen. Tijdens deze omzwervingen kwam zij op zeker moment bij een boer terecht waar zij kon blijven werken. Aafjes: "Op de boerderij moest ik hard werken, maar ik had er ook goed te eten. Terwijl iedereen verzwakt uit de oorlog kwam, blaakte ik van gezondheid. Door voldoende voeding en het werken in de buitenlucht was ik alleen maar sterker geworden."

### B-kampioene en in olympische selectie
Nadat de oorlog was beëindigd werd de atletiektraining al gauw hervat. Aafjes had de slag weldra te pakken en kwam in de zomer van 1945 alweer in de eerste wedstrijden uit. Een jaar later was zij present op de Nederlandse B-kampioenschappen (in die tijd was de seniorenatletiek in Nederland nog onderverdeeld in klassen), waar zij bij het discuswerpen direct de titel voor zich opeiste. Op grond hiervan promoveerde zij naar de A-klasse, stond zij in 1947 op de Nederlandse kampioenschappen met een bronzen medaille reeds op het podium en werd zij in het najaar door de KNAU uitgenodigd om als lid van de olympische selectie deel te nemen aan de centrale trainingen, die in de winter van 1947/48 in de bossen bij Hilversum plaatsvonden onder leiding van Jan Blankers, destijds een revolutionaire aanpak. Al gauw ontstonden er echter spanningen tussen Blankers en Aafjes. De eerste vond dat de Lycurgusatlete zich beter op het kogelstoten kon richten, maar daar was Aafjes het niet mee eens. "Ik had helemaal geen zin in kogelstoten. Discus lag me beter, vond ik. Ik heb toen tegen Jan Blankers gezegd: ik doe het niet. Ik bleef gewoon voor discus trainen. Maar toch gaf dit bepaalde spanningen." Het leidde ertoe dat Aafjes de strijd om de tweede plaats in de olympische ploeg (er mochten slechts twee deelnemers per land meedoen en Ans Panhorst-Niesink was de onbetwiste eerste) uiteindelijk nipt verloor van Nel Roos-Lodder. Deelname aan de Olympische Spelen in Londen zat er hierdoor voor haar niet in. Aafjes: "Later heb ik nog wel eens tegen Jan Blankers gezegd: Jan, dat was toen een rotstreek van je. Ik heb desalniettemin altijd een goed contact gehouden met Jan en Fanny."

### Nederlands kampioene
In de jaren die volgden behoorde Cor Aafjes steevast tot de top-drie bij het discuswerpen in Nederland, maar winnen deed ze zelden. Dat kwam vooral doordat zij voortdurend moest opboksen tegen Ans Panhorst-Niesink, de nummer zes van de Spelen in Londen, die tussen 1937 en 1954 bij elkaar veertien nationale discustitels vergaarde. Slechts eenmaal, in 1951, was Aafjes haar de baas, toen zij haar op de NK in Amsterdam met 39,76 m anderhalve meter voor bleef.
Overigens bleek niet alleen Panhorst-Niesink voor Aafjes gedurende haar gehele atletiekcarrière in eigen land een schier onoverwinnelijke tegenstandster, ook de 40 metergrens bezorgde haar hoofdbrekens. Hoewel zij al in 1950 tot 39,91 was gekomen, duurde het tot 1955, alvorens zij die barrière wist te doorbreken. Bij een wedstrijd in Rotterdam kwam zij tot 40,56 en daarmee was eindelijk, na jarenlange vruchteloze pogingen, de ban gebroken. Aan het eind van dat jaar werd zij door de KNAU gekozen tot atlete van het jaar.

### Einde atletiekloopbaan
In december 1958 zette Cor van de Ven-Aafjes een punt achter haar atletiekloopbaan. De atletieksport keerde zij echter niet de rug toe. Al spoedig werd zij door de KNAU gevraagd om zitting te nemen in de Adviescommissie voor de Damesatletiek, een commissie die zich vooral bezighield met de samenstelling van ploegen. Daarnaast werd gezorgd voor een goede wedstrijdbegeleiding, met name bij internationale wedstrijden. Van de Ven-Aafjes heeft er zelf ook als begeleidster bij vrouweninterlands menige reis aan overgehouden. 
In 1970 werd Van de Ven-Aafjes door de KNAU voor al haar activiteiten onderscheiden en benoemd tot lid van verdienste.

### Eigen praktijk
Naast haar sportloopbaan heeft Cor van de Ven-Aafjes altijd gewerkt. Reeds kort na de oorlog gaf zij les aan een huishoudschool waarna zij, na daartoe eerst een opleiding te hebben gevolgd, in 1951 een eigen fysiotherapiepraktijk – in die tijd overigens nog heilgymnastiek/massage geheten – in Hippolytushoef begon. In 1957 nam Aafjes een praktijk in Wormerveer over, die zij tot haar 65e heeft gehad.

## Nederlandse kampioenschappen
| Onderdeel    | Jaar |
| ------------ | ---- |
| discuswerpen | 1951 |

## Persoonlijke records
| Onderdeel    | Prestatie | Datum       | Plaats    |
| ------------ | --------- | ----------- | --------- |
| kogelstoten  | 11,32 m   | 1948        | Zaandam   |
| discuswerpen | 40,56 m   | 3 juli 1955 | Rotterdam |

## Palmares

### discuswerpen
- 1946:  NK B-senioren – 31,49 m
- 1947:  NK – 34,80 m
- 1948:  NK – ?
- 1949:  NK – ?
- 1949:  Interl. Ned.-Italië – 37,64 m
- 1949: 4e Interl. Engeland-Frankrijk-Ned. – 36,.. m
- 1950:  NK – 36,755 m
- 1951:  NK – 39,76 m
- 1952: 4e Interl. Duitsland-Ned. – 39,56 m
- 1952:  NK – 37,84 m
- 1953:  NK – 35,525 m
- 1953: 4e Interl. Ned.-Duitsland – 39,17 m
- 1954:  Interl. Roemenië-Ned. – 38,90 m
- 1955:  Interl. Frankrijk-Ned. – 37,92 m
- 1955:  NK – 37,74 m
- 1955: 4e Interl. Ned.-Duitsland - ?
- 1955: 4e Interl. Polen-Ned. – 38,26 m
- 1956: 5e NK – 37,66 m
- 1958: 6e NK – 38,75 m

## Onderscheidingen
- KNAU-beker – 1955
- KNAU lid van verdienste - 1970